# Klein Heere
Klein Heere ist ein ehemaliger Ortsteil der Gemeinde Heere, die zur Samtgemeinde Baddeckenstedt im Landkreis Wolfenbüttel in Niedersachsen gehört. Das Dorf ist inzwischen mit dem benachbarten Groß Heere zu einer Ortschaft zusammengewachsen.

## Geographie
Folgende Orte umgeben Klein Heere:
- Oelber am weißen Wege im Norden
- Groß und Klein Elbe im Nordosten
- Steinlah im Osten
- Groß Heere und Söderhof im Südosten
- Sehlde im Südsüdosten
- Neuwallmoden im Süden
- Volkersheim im Südwesten
- Sillium im Westen
- Binder im Nordwesten
- Baddeckenstedt im Nordnordwesten

Klein Heere liegt an der südwestlichen Uferseite der Innerste nordöstlich des Hainbergs.

## Geschichte
Am 7. Februar 1131 wird Heere in einer Urkunde von König Lothar III. erstmals urkundlich erwähnt. Jedoch lässt sich erst im Jahr 1255 eine Trennung von Klein und Groß Heere nachweisen. 
In Klein Heere war bis etwa 1200 eine Adelsfamilie ansässig, deren Wurzeln bis in die Zeit der sächsischen Eroberer im frühen Mittelalter zurückreichen. Aus ihr entstammten mehrere Träger von Kirchenämtern im Bistum Hildesheim. Wie Groß Heere gehörte auch Klein Heere größtenteils den Wohldenberger Grafen. Diese übereigneten jedoch 1255 Teile ihres Besitzes im Dorf an das Kloster Ringelheim und 1258 an das Kloster Wöltingerode.
Bis 1523 gehörte Klein Heere zum Amt Wohldenberg im Hochstift Hildesheim. Im Zuge der Stiftsfehde von 1519 bis 1523 gelangte das Dorf in diesem Jahr zum Fürstentum Braunschweig-Wolfenbüttel, bevor es 1643 wieder zu Hildesheim kam. Der Dreißigjährige Krieg von 1618 bis 1648 führte wie in der Umgebung auch in Klein Heere zu Schäden.
Seit 1717 wurden die jüngeren Schüler von einem eigenen Lehrer für Klein Heere unterrichtet. Von 1815 bis 1972 hatte der Ort eine eigene Schule. Zuvor besuchten zunächst alle Schüler, später nur noch die älteren die Schule in Groß Heere.

### Kirche

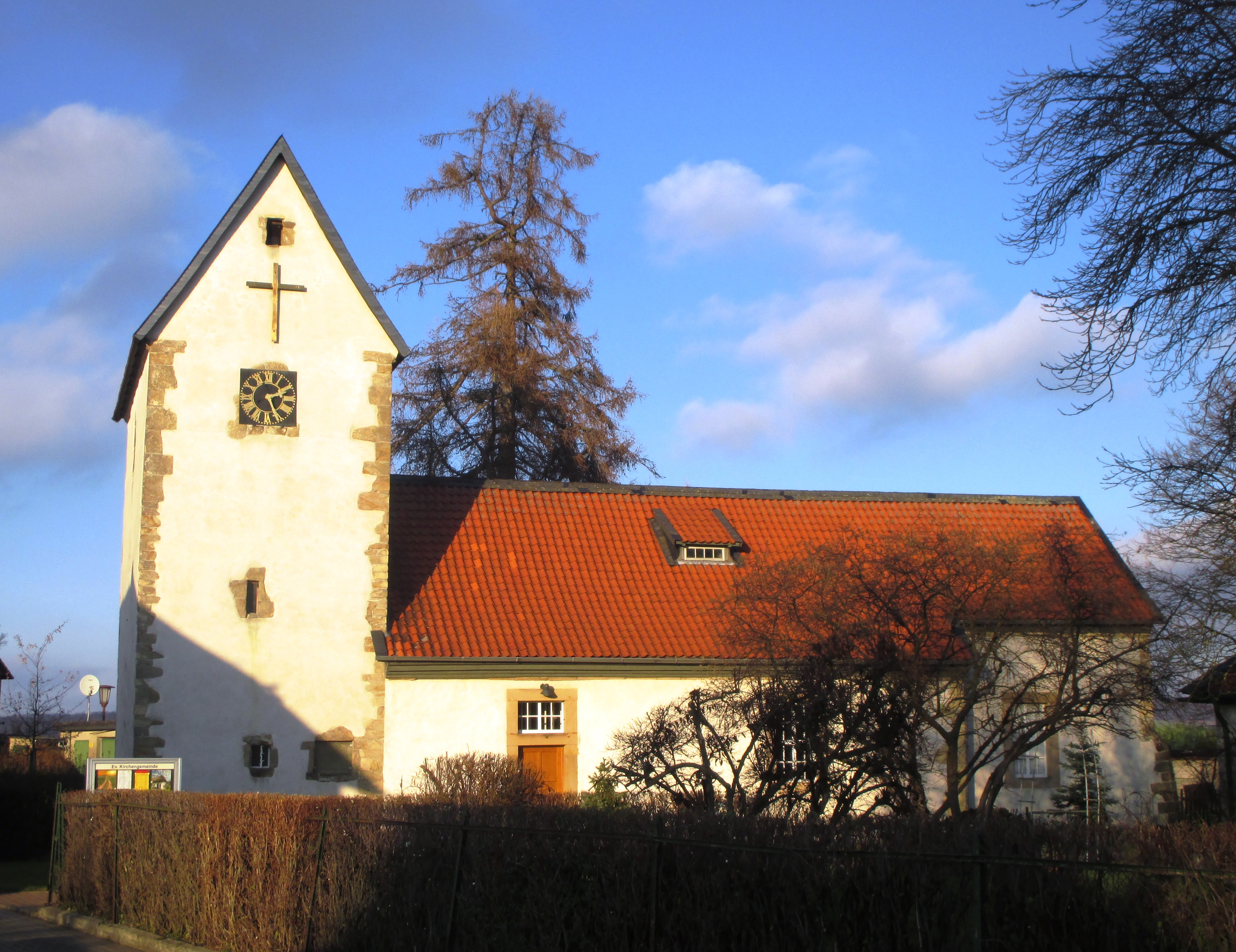
Evangelische Kirche

Die Kirche in Klein Heere ist das älteste Gebäude im Ort. Als mögliches aber nicht sicheres Baujahr gilt aufgrund einer Inschrift neben dem Eingang 1378. Erwähnenswert sind bronzene Altarleuchten aus dem Jahr 1655 und ein weiterer sechsarmiger Leuchter, der aus dem Folgejahr stammt sowie ein restauriertes gotisches Altarbild. 
Seit der Reformation bildet Klein Heere eine Pfarrgemeinschaft mit Groß Heere.

### Einwohnerentwicklung
| Jahr | Einwohner |
| ---- | --------- |
| 1883 | 301       |
| 1973 | 270       |

## Wirtschaft und Infrastruktur

### Verkehrsanbindung
Klein Heere liegt an der Landesstraße 496, welche Baddeckenstedt im Nordnordwesten mit Groß Heere und Sehlde im Südsüdosten verbindet.
Der nächstgelegene Bahnhof befindet sich in Baddeckenstedt an der Bahnstrecke Hildesheim–Goslar.